# Lotus corniculatus
Il ginestrino (Lotus corniculatus L.) è una pianta appartenente alla famiglia  delle Fabacee (o Leguminose). È comune dappertutto nei luoghi erbosi ed è buona foraggera.

## Descrizione
È un'erba perenne a fusto pieno e ricurvo alla base, alta da 10 a 30 cm. Le foglie, composte, sono divise in tre foglioline romboidali. I fiori, gialli, sono riuniti in ombrellette di 2-6 elementi (maggio-agosto). I legumi, sottili e cilindrici, sono di colorito brunastro.

## Distribuzione e habitat
Il ginestrino è originario del Vecchio Mondo (Europa, Asia e Nordafrica), ma oggi è naturalizzato anche in Nordamerica e in altre parti del mondo.
In Europa è presente in tutti i paesi, dall'Islanda alla Grecia, e in Italia in tutte le regioni.

## Usi
È pianta visitata dalle api per il polline ed il nettare, ed a volte si riesce a produrne un miele uniflorale.